# Kápolna-rét
A Kápolna-rét Kecskemét belterületének északnyugati határával érintkező helyi jelentőségű védett terület.

## A terület leírása
A Kápolna-rét 70 hektár nagyságú szélvájta mélyedés, melyet futóhomok és löszös maradványgerincek határolnak. Ebből a védett terület 19,6 hektárra terjed ki.

## Környezeti jellemzők

### Föld- és talajtan
A védett terület felszínét felépítő földtani képződmények elsősorban a pleisztocénhez köthetők. Az Ős-Duna mintegy 100 méterrel a felszín alatt kezdődő hordalékkúpját eolikus kialakulású lösz, homokos lösz fedi. A területet jellemzően ezek építik fel, de a mélyebb, vízjárta térszínen állóvízi üledékként agyag és mésziszap is képződött a holocénben. A rét talaja tavi képződésű szikes iszap.

### Hidrológia
A változatos felszínalaktanú löszös, homokos hátak közötti mélyedésekben kisebb-nagyobb szikes, mocsaras területek láncolata volt, amelyet Széktólaposnak hívtak. A Kápolna-rét területén szódás-szikes tómeder volt. A terület eredeti vízállapota a hetvenes évek végén változott meg gyökeresen, a szomszédos szabadidőközpont építésével járó terep- és vízrendezések következtében. A Csukás-éri-főcsatorna is jelentős mennyiségű vizet vezetett el a területről, amelynek következtében a szikesedés megszűnt.

## Ökológiai jellemzők
A szikesedés megszűnésével a szikes gyepi területek eltűntek, helyüket a homoki sztyepprétek vették át.

### Növényvilág
A Magyarországon védett növényfajok közül az agárkosbor, a poloskaszagú kosbor, a mocsári kosbor, az apró nőszirom, az epergyöngyike és a budai imola előfordulásáról van adat a területről, de jelenlegi példányszámuk nem ismert.

### Állatvilág
A területen előfordul a fürge gyík és a zöld gyík. Vizesebb esztendőkben megjelenhet a vöröshasú unka, vagy a dunai gőte. A nyílt száraz füves területeken értékesebb védett madárfajok élnek: a kis őrgébics, a hantmadár, illetve a fokozottan védett szalakóta.